# Castrol Honda Superbike 2000
Castrol Honda Superbike 2000 est un jeu vidéo de course de motos développé par Interactive Entertainment et édité par Midas Interactive Entertainment, sorti en 1999 sur Windows. 

## Accueil
- PC Zone : 6,5/10[1]